# Бергер, Жюльен
Жюльен Бергер (фр. Julien Berger, родился 10 января 1990 года) — бельгийский регбист, играющий на позиции полузащитника схватки (скрам-хава) за «Невер» из Про Д2 и сборную Бельгии.

## Биография
Карьеру начинал в составе профессионального «Атлантик Стад Рошле», имевшего опыт выступлений в Топ-14. Первый после Венсана Дебати бельгийский профессиональный регбист, который, в отличие от него, принял решение выступать не за Францию, а за историческую родину.